# Tragopogon angustifolius
Tragopogon angustifolius là một loài thực vật có hoa trong họ Cúc. Loài này được bell. ex Willd. miêu tả khoa học đầu tiên năm 1803.